# No More Tears
No More Tears (с англ. — «Хватит слёз») — шестой студийный альбом британского рок-музыканта Оззи Осборна, был выпущен 17 сентября 1991 года. Альбом достиг позиции № 17 в UK Albums Chart (Великобритания) и № 6 в чарте Billboard 200. С выходом No More Tears было выпущено пять синглов, четыре из которых попали в первую десятку американского чарта Hot Mainstream Rock Tracks, включая № 2 — «Mama, I’m Coming Home». Также No More Tears — один из двух самых продаваемых альбомов Осборна в Северной Америке, он имеет четырежды платиновый статус (по версии RIAA) и дважды платиновый (по версии CRIA); второй самой продаваемой считается дебютная работа под названием Blizzard of Ozz.

## Предпосылки и запись
Гитарист Закк Уайлд участвовал в написании песен и гитарных партий для альбома, пока солист и бас-гитарист Motörhead, Лемми Килмистер, писал тексты для четырёх треков. Майк Айнез снялся в нескольких клипах альбома, играя на бас-гитаре, учитывая, что давний бас-гитарист Оззи, Боб Дэйсли играет во всех песнях альбома. Хотя Айнез был в то время официальным участником группы, Осборн, имея отличное творческое взаимопонимание с Дэйсли, снова попросил его о помощи в написании текстов, как это было на всех релизах Осборна в 1980-х годах. В альбоме осталась лишь басовая партия, а лирика Дэйсли не была использована. Айнез значится в буклете как автор заглавного трека, но в самой песне он не играет, хотя ему принадлежит вступительный бас-рифф.

## Список композиций
| №                   | Название                           | Автор(ы)                                | Медиа                                                        | Длительность              |
| ------------------- | ---------------------------------- | --------------------------------------- | ------------------------------------------------------------ | ------------------------- |
| 1.                  | «Mr. Tinkertrain»                  | Осборн, Уайлд, Кастилло                 | Mr. Tinkertrain (Official Audio) на YouTube                  | 5:55                      |
| 2.                  | «I Don't Want to Change the World» | Осборн, Уайлд, Кастилло, Килмистер      | I Don't Want to Change the World (Official Audio) на YouTube | 4:04                      |
| 3.                  | «Mama, I’m Coming Home»            | Осборн, Уайлд, Килмистер                | Mama, I'm Coming Home (Official Audio) на YouTube            | 4:11                      |
| 4.                  | «Desire»                           | Осборн, Уайлд, Кастилло, Килмистер      | Desire (Official Audio) на YouTube                           | 5:45                      |
| 5.                  | «No More Tears»                    | Осборн, Уайлд, Кастилло, Айнез, Пёрделл | No More Tears (Official Audio) на YouTube                    | 7:23                      |
| 6.                  | «S.I.N.»                           | Осборн, Уайлд, Кастилло                 | Won't Be Coming Home (S.I.N.) (Official Audio) на YouTube    | 4:46                      |
| 7.                  | «Hellraiser»                       | Осборн, Уайлд, Килмистер                | Hellraiser (Official Audio) на YouTube                       | 4:51                      |
| 8.                  | «Time After Time»                  | Осборн, Уайлд                           | Time After Time (Official Audio) на YouTube                  | 4:20                      |
| 9.                  | «Zombie Stomp»                     | Осборн, Уайлд, Кастилло                 | Zombie Stomp (Official Audio) на YouTube                     | 6:13                      |
| 10.                 | «A.V.H.»                           | Осборн, Уайлд, Кастилло                 | A.V.H. (Official Audio) на YouTube                           | 4:12                      |
| 11.                 | «Road to Nowhere»                  | Осборн, Уайлд, Кастилло                 | Road to Nowhere (Official Audio) на YouTube                  | 5:09                      |
| Общая длительность: | Общая длительность:                | Общая длительность:                     | Общая длительность:                                          | Общая длительность: 56:55 |

Expanded Edition
| №                   | Название                 | Медиа                                              | Длительность                |
| ------------------- | ------------------------ | -------------------------------------------------- | --------------------------- |
| 12.                 | «Don't Blame Me»         | Don't Blame Me (Official Audio) на YouTube         | 5:04                        |
| 13.                 | «Party with the Animals» | Party with the Animals (Official Audio) на YouTube | 4:18                        |
| Общая длительность: | Общая длительность:      | Общая длительность:                                | Общая длительность: 1:06:17 |

30th Anniversary Expanded Edition
| №                   | Название                                                                                       | Медиа                                                               | Длительность                |
| ------------------- | ---------------------------------------------------------------------------------------------- | ------------------------------------------------------------------- | --------------------------- |
| 14.                 | «I Don't Want To Change The World (Demo)»                                                      | I Don't Want To Change The World (Demo) на YouTube                  | 3:55                        |
| 15.                 | «Mama, I'm Coming Home (Demo)»                                                                 | Mama, I'm Coming Home (Demo - Official Audio) на YouTube            | 4:08                        |
| 16.                 | «Desire (Demo)»                                                                                | Desire (Demo - Official Audio) на YouTube                           | 5:00                        |
| 17.                 | «Time After Time (Demo)»                                                                       | Time After Time (Demo - Official Audio) на YouTube                  | 4:07                        |
| 18.                 | «Won't Be Coming Home (S.I.N.) (Demo)»                                                         | Won't Be Coming Home (S.I.N.) (Demo - Official Audio) на YouTube    | 4:59                        |
| 19.                 | «Mrs J. (Demo)»                                                                                | Mrs J. (Demo - Official Audio) на YouTube                           | 2:39                        |
| 20.                 | «I Don't Want to Change the World (Live at San Diego Sports Arena, San Diego, CA - June 1992)» | I Don't Want to Change the World (Live - Official Audio) на YouTube | 4:09                        |
| 21.                 | «Road to Nowhere (Live at San Diego Sports Arena, San Diego, CA - June 1992)»                  | Road to Nowhere (Live - Official Audio) на YouTube                  | 5:23                        |
| 22.                 | «No More Tears (Live at San Diego Sports Arena, San Diego, CA - June 1992)»                    | No More Tears (Live - Official Audio) на YouTube                    | 7:04                        |
| 23.                 | «Desire (Live at San Diego Sports Arena, San Diego, CA - June 1992)»                           | Desire (Live - Official Audio) на YouTube                           | 5:33                        |
| 24.                 | «Mama, I'm Coming Home (Live on MTV - 1992)»                                                   | Mama, I'm Coming Home (Live - Official Audio) на YouTube            | 4:23                        |
| 25.                 | «Hellraiser (30th Anniversary Edition)»                                                        | Hellraiser (30th Anniversary Edition - Official Audio) на YouTube   | 4:55                        |
| Общая длительность: | Общая длительность:                                                                            | Общая длительность:                                                 | Общая длительность: 2:02:00 |

## Участники записи
- Оззи Осборн — вокал
- Закк Уайлд — гитара
- Боб Дэйсли — бас-гитара
- Майк Айнез — бас-гитара (отмечен в буклете, не играл на записи)
- Рэнди Кастилло — ударные
- Джон Синклер — клавишные

## Позиции в чартах
Альбом — Billboard (Северная Америка)
| Год  | Чарт              | Позиция |
| ---- | ----------------- | ------- |
| 1991 | The Billboard 200 | 7       |

Альбом — ARIA (Австралия)
| Год  | Чарт | Позиция |
| ---- | ---- | ------- |
| 1991 | ARIA | 49      |

Синглы — Billboard (Северная Америка)
| Год  | Сингл                   | Чарт                   | Позиция |
| ---- | ----------------------- | ---------------------- | ------- |
| 1991 | «No More Tears»         | Mainstream Rock Tracks | 10      |
| 1992 | «Time After Time»       | Mainstream Rock Tracks | 6       |
| 1992 | «Road To Nowhere»       | Mainstream Rock Tracks | 3       |
| 1992 | «No More Tears»         | Billboard Hot 100      | 71      |
| 1992 | «Mr. Tinkertrain»       | Mainstream Rock Tracks | 34      |
| 1992 | «Mama, I’m Coming Home» | Billboard Hot 100      | 28      |
| 1992 | «Mama, I’m Coming Home» | Mainstream Rock Tracks | 2       |

## Итоги продаж
| Дата             | Статус                 | Общее количество продаж |
| ---------------- | ---------------------- | ----------------------- |
| 12 ноября, 1991  | Золото                 | 500,000                 |
| 16 декабря, 1991 | Платина                | 1,000,000               |
| 9 сентября, 1992 | Двойная платина        | 2,000,000               |
| 26 октября, 1994 | Тройная платина        | 3,000,000               |
| 30 мая, 2000     | Четырёхкратная платина | 4,000,000               |

| Дата             | Статус          | Общее количество продаж |
| ---------------- | --------------- | ----------------------- |
| 30 октября, 1991 | Золото          | 50,000                  |
| 30 декабря, 1991 | Платина         | 100,000                 |
| 21 июля, 1992    | Двойная платина | 200,000                 |

## Награды
За синглы (Grammy)
| Год  | Сингл                              | Категория               |
| ---- | ---------------------------------- | ----------------------- |
| 1994 | «I Don’t Want to Change the World» | Лучшее метал-исполнение |